# Penza Cup 2007
Il Penza Cup 2007 è stato un torneo di tennis facente parte della categoria ATP Challenger Series nell'ambito dell'ATP Challenger Series 2007. Il torneo si è giocato a Penza in Russia dal 23 al 29 luglio 2007 su campi in cemento.

## Vincitori

### Singolare
Benedikt Dorsch ha battuto in finale  Mikhail Ledovskikh con il punteggio di 7–5, 5–7, 6–1

### Doppio
Alexander Krasnorutskiy /  Aleksandr Kudrjavcev hanno battuto in finale  Murad Inoyatov /  Denis Istomin con il punteggio di 6–1, 4–6, [10-4]